# Marion Woodman
Marion Woodman (Londres, 15 de agosto de 1928 – 9 de julho de 2018) foi um mito-poética, autora e poeta canadense. 

## Carreira
Ela tem falado e escrito extensivamente sobre o sonho e teorias de Carl Jung.
Morreu em 9 de julho de 2018.